# Noto-jima
L’île Noto (能登島, Noto-jima) est une île volcanique de la mer du Japon, située dans la préfecture d'Ishikawa au Japon.

## Géographie

### Situation
L'île Noto se situe au sud-est de la péninsule de Noto, au milieu de la baie de Nanao. Elle dépend administrativement de la ville de Nanao à laquelle est elle reliée par deux ponts.
L'île fait partie du parc quasi national de Noto Hantō.

### Géologie et relief
Le mont Yomurazuka est le point culminant de l'île à 196,8 m d'altitude.